# Peter Dausch

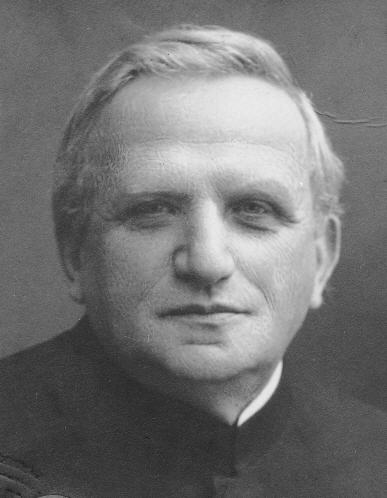
Professor Peter Dausch

Peter Dausch; öfter auch Petrus Dausch (* 25. November 1864 in Eschbach (Pfalz); † 9. November  1944 in Dillingen an der Donau) war ein katholischer Priester aus dem Bistum Speyer und Professor der Theologie in München, Passau und Dillingen.

## Leben

### Herkunft
Peter Dausch wurde als Kind einer Bauernfamilie im südpfälzischen Eschbach geboren. Er fühlte sich zum Priester berufen. In Speyer legte er 1885 das Abitur ab und studierte dann bis 1889 Philosophie bzw. Theologie an der Ludwig-Maximilians-Universität München. Am 27. März 1889 erhielt er in Speyer die Subdiakonats-, am 18. August des gleichen Jahres die Priesterweihe, durch Bischof Joseph Georg von Ehrler. Danach beurlaubte man den Jungpriester wegen seiner wissenschaftlichen Fähigkeiten zum Weiterstudium.

### Theologe und Professor
Am  28. Februar 1891 promovierte Peter Dausch an der Universität München in Theologie und erhielt mit Datum vom 19. August 1891 die Erlaubnis seines Speyerer Heimatbischofs zum Übertritt in die Erzdiözese München-Freising. Er verblieb in der bayerischen Landeshauptstadt und nahm eine Seelsorgestelle als Chorvikar an der Hofkirche St. Kajetan (Theatinerkirche) an. Daneben arbeitete der Geistliche von April 1891 bis Februar 1892 als Religionslehrer an der Münchner Fortbildungsschule, von 1892 bis Juli 1899 in der gleichen Funktion am Königlichen Wilhelms-Gymnasium. 
Dausch habilitierte sich mit Datum vom 3. August 1894 und wirkte von 1894 bis 1899 als Privatdozent an der theologischen Fakultät der Universität München. Dann wechselte der Theologe als Hochschulprofessor für neutestamentliche Exegese ans Königliche Lyzeum von Passau, Vorläuferanstalt der dortigen Universität. Hier blieb er bis 1903. In jenem Jahr begann Peter Dausch seine Tätigkeit in Dillingen an der Donau, ebenfalls zunächst am Königlichen Lyzeum und ab 1923 an der Philosophisch-Theologischen Hochschule. Am Lyzeum fungierte er von 1919 bis 1923 auch als Rektor. 
Schon 1917 wurde Professor Dausch mit dem König Ludwig-Kreuz ausgezeichnet, 1923 erhielt er die Ernennung zum Bischöflichen Geistlichen Rat; zum 1. April 1930 trat er in den Ruhestand und blieb als Emeritus in Dillingen. Nach der Machtergreifung unterschrieb er zum 11. November 1933 das Bekenntnis der deutschen Professoren zu Adolf Hitler.
In seinem Testament, das er kurz vor seinem Ableben verfasste, schrieb er u. a. 

„Ich wünsche keine herkömmliche Leichenrede. Will der Offiziator etwas sagen, so sage er etwa: 'Der Verstorbene wollte zeitlebens zu den Stillen im Lande gehören. Er bittet, auch im Grabe im Schatten zu stehen.' Zu rühmen weiß ich von mir nichts, als daß ich meine Pflicht und Lebensaufgabe zu erfüllen trachtete. Wenn es nicht immer gelang, so möge mir Gott verzeihen. Dankbar erkenne ich an: Ich habe im Leben viel Gutes erfahren. Auch des Lebens Leid war mir köstliches Glück. Gepriesen sei der Herr! Allen, die mir wohltaten, danke ich von Herzen. Wenn ich jemand Leid getan, so bitte ich um Vergebung um Gottes willen. Wer mir einen Liebesdienst erweisen will, bete für meine arme Seele. Allen aber wünsche ich, wie mir selbst, fröhliche Urständ im Leben und Licht, über den Sternen. Amen.“

Peter Dausch veröffentlichte mehrere theologische Bücher und viele Kleinschriften. Am bekanntesten ist das zusammen mit Joseph Sickenberger 1923 publizierte Werk: „Die Heilige Schrift des Neuen Testaments“.